# Jacanidae
« Jacana » redirige ici.  Pour le genre biologique et non le nom vernaculaire, voir Jacana (genre).
Famille
La famille des Jacanidés (ou Jacanidae) comprend les 8 espèces de jacanas (du tupi ñaha'nã), oiseaux aquatiques de taille moyenne (de 15 à 58 cm), vivement colorés. Leurs pattes, doigts et ongles sont très allongés, ce qui leur permet de se déplacer sur la végétation immergée sans s'y enfoncer.
Leur aile est caractérisée par la présence d'un ergot, forte épine située à l'articulation de la main.

## Répartition géographique
L'aire de répartition de cette famille des zones tropicales et subtropicales, couvre les continents issus de l'ancien Gondwana (Amérique du Sud, Afrique, Inde, Asie du sud-est et Australie). Toutes les espèces fréquentent les zones humides d'eau douce peu profonde.

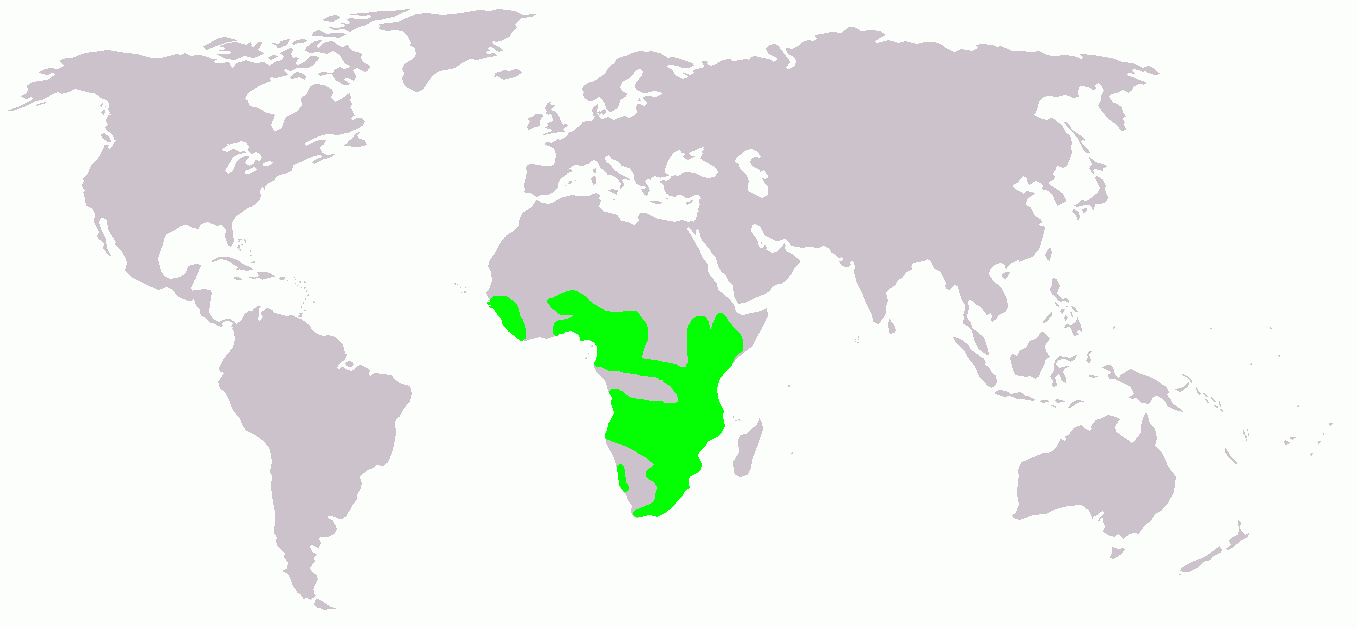
Jacana à poitrine dorée
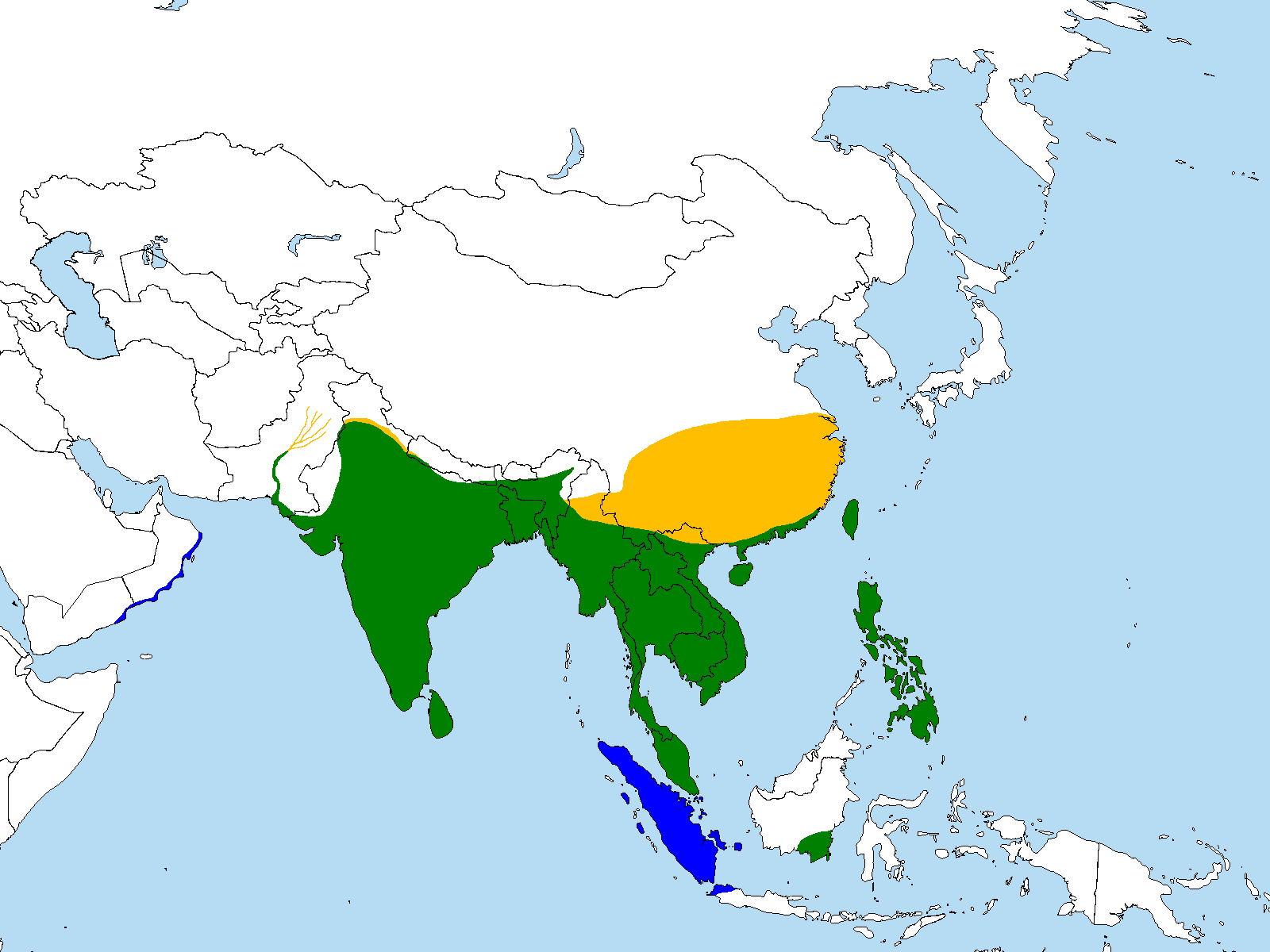
Jacana à longue queue
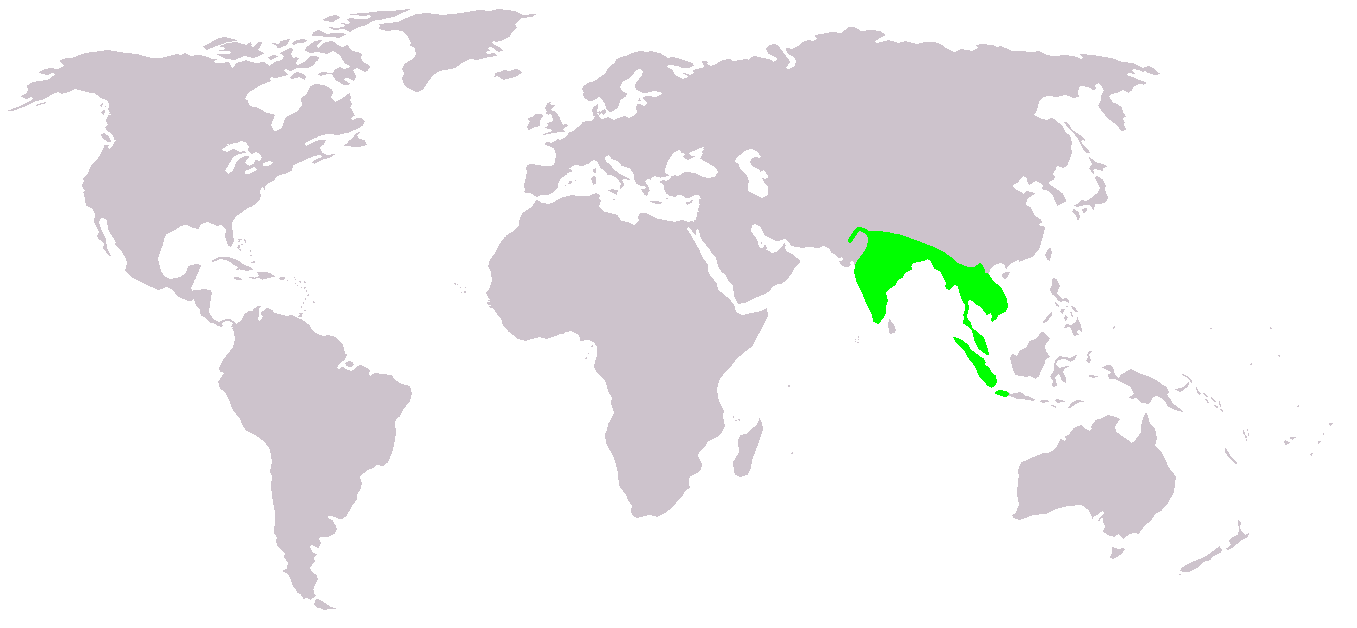
Jacana bronzé

## Liste des genres et des espèces
D'après la classification de référence (version 14.1, 2024)de l'Union internationale des ornithologues, il y a 8 espèces de Turnicidae réparties en 6 genres (ordre philogénique) :
- Hydrophasianus Wagler, 1832 ;
  - Hydrophasianus chirurgus (Scopoli, 1786) – Jacana à longue queue ;
- Jacana Brisson, 1760 ;
  - Jacana spinosa (Linnaeus, 1758) – Jacana du Mexique ;
  - Jacana jacana (Linnaeus, 1758) – Jacana noir ;
- Microparra Cabanis, 1877 ;
  - Microparra capensis (Smith, A, 1839) – Jacana nain ;
- Irediparra Mathews, 1911 ;
  - Irediparra gallinacea (Temminck, 1828) – Jacana à crête ;
- Metopidius Wagler, 1832 ;
  - Metopidius indicus (Latham, 1790) – Jacana bronzé ;
- Actophilornis Oberholser, 1925 ;
  - Actophilornis africanus (Gmelin, JF, 1789)  – Jacana à poitrine dorée ;
  - Actophilornis albinucha (Geoggroy Saint-Hilaire, I, 1832) – Jacana malgache.

Liste des espèces fossiles
- †Jacana farrandi - Pliocène, Floride[3]
- †Nupharanassa bulotorum - Oligocène inférieur, Égypte[4]
- †Nupharanassa tolutaria - Oligocène inférieur, Égypte[4]
- †Janipes nymphaeobates - Oligocène inférieur, Égypte[4]